# Hey Mama (David Guetta)
Hey Mama is een nummer van de Franse dj David Guetta, de Amerikaanse rapster Nicki Minaj, de Amerikaanse zangeres Bebe Rexha en de Nederlandse dj Afrojack. Het is de vierde single van zijn zesde studioalbum Listen.
Het nummer werd een wereldwijde hit, met een 6e positie in Guetta's thuisland Frankrijk. In de Nederlandse Top 40 haalde het de 12e positie, en in de Vlaamse Ultratop 50 haalde het nummer 9.